# Historia de la Unión Cívica Radical (1930-1943)

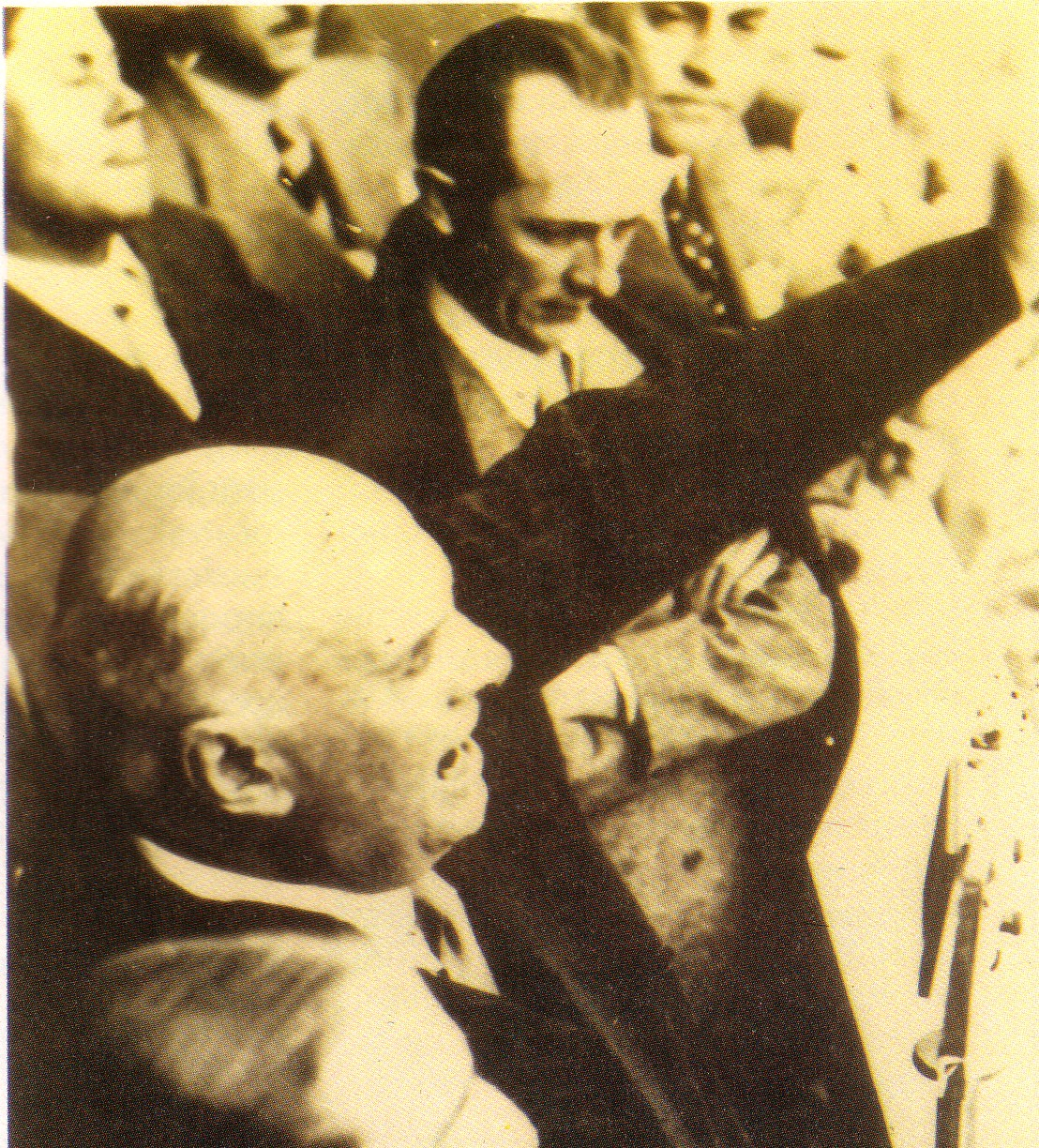
Marcelo T. de Alvear dominó la UCR en los años '30.

En Argentina, el 6 de septiembre de 1930, un golpe de Estado militar dirigido por José Félix Uriburu derrocó al presidente Hipólito Yrigoyen. Fue el primero de una larga serie de golpes e intervenciones militares en el gobierno del país hasta 1983. 
Desde que se sancionó la ley del voto secreto en 1912, la Unión Cívica Radical, creada en 1891, se había convertido en el partido político hegemónico, gobernando ininterrumpidamente entre 1916 y 1930. 
Producido el golpe militar que lo derrocó, Yrigoyen fue detenido. Naturalmente el liderazgo de la Unión Cívica Radical pasó a Marcelo T. de Alvear, quien había sido presidente de la Nación entre 1922 y 1928. Se inició así un largo período que se extenderá hasta 1947, en el que las ideas y el estilo más conservador que caracterizaba a Alvear, explícitamente crítico de las ideas yrigoyenistas, conducirán hegemónicamente la Unión Cívica Radical.
Este artículo es parte del artículo principal Unión Cívica Radical

## La década infame
En la historia argentina, el período que va desde la caída de Yrigoyen al golpe de Estado de 1943 es conocido como Década Infame.
El golpe militar contó con la complicidad de importantes líderes radicales y la tolerancia de la mayor parte de ellos. Por otra parte, prácticamente todos los sectores políticos y los medios de comunicación (comunistas, socialistas,sindicalistas, la FUA, los conservadores, la prensa) consideraban a Yrigoyen como un tirano y consideraban que su caída se imponía.
El gobierno militar organizó un sistema inspirado en el fascismo, que combinaba un estado represivo que comenzó a utilizar sistemáticamente la tortura y el espionaje contra los opositores, con un mecanismo de fraude electoral generalizado. El general Uriburu, abierto simpatizante del fascismo italiano y el falangismo español, pensaba que el gobierno militar debía tener una corta duración y preparar una etapa institucional en la que se dejara sin efecto la Ley Sáenz Peña de voto secreto, y se reemplazara el Congreso con un organismo representativo de la corporaciones. Por su parte el caudillo conservador de Buenos Aires, Manuel Fresco, sustento importante del golpe y también público fascista, había creado su propia policía militarizada y se exhibía imitando a Mussolini. Su acceso al poder se realizó mediante una elección viciada de violencia en la que incluso fueron asesinados varios opositores. El sistema resultante fue denominado por el propio gobierno como "fraude patriótico o fraude político", y tenía como fin declarado evitar que la Unión Cívica Radical volviera a triunfar en las elecciones presidenciales. Se mantendría hasta 1943 cuando un nuevo golpe militar le puso fin.

## Resistencia y abstención (1930-1935)
Revolución radical de 1932
Los militares detuvieron a Yrigoyen y lo confinaron en la Isla Martín García, en el medio del Río de la Plata. Con Yrigoyen detenido, era el expresidente Marcelo T. de Alvear quien aparecía como líder natural para tomar el mando de la UCR. 
Alvear apoyó inicialmente el golpe de Estado con una declaración pública a la prensa desde su domicilio en París, en la que entre otras cosas sostuvo:

Tenía que ser así. Yrigoyen, con una ignorancia absoluta de toda práctica de gobierno democrático, parece que se hubiera complacido en menoscabar las instituciones. Gobernar, no es payar... Mi impresión, que transmito al pueblo argentino, es de que el ejército, que ha jurado defender la Constitución, debe merecer nuestra confianza y que no será una guardia pretoriana ni que esté dispuesto a tolerar la obra nefasta de ningún dictador.

Con la situación aparentemente controlada, seis meses después del golpe, Uriburu convocó a una seguidilla de elecciones para designar autoridades provinciales. Sin embargo, en la primera de ellas realizada en la provincia de Buenos Aires el 5 de abril de 1931, para sorpresa del gobierno, ganó el ex canciller Honorio Pueyrredón, hombre muy cercano de Yrigoyen. Uriburu anuló de inmediato las elecciones, pero resultó evidente que los golpistas precisaban diseñar más cuidadosamente un régimen que impidiera toda posibilidad de triunfo del yrigoyenismo.

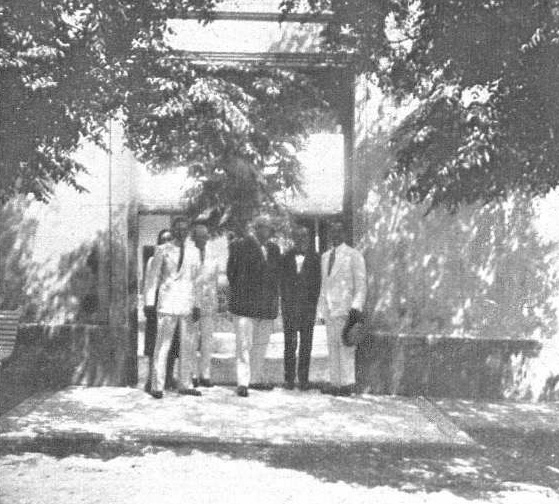
La primera visita del doctor Manuel Carlés a los doctores Alvear y Güemes en la isla de Martín García. Están en la puerta de la residencia, 1933.

Inicialmente existía la posibilidad de que la dictadura militar encontrara en Alvear la salida política que estaba buscando. El 25 de abril de 1931 Alvear, quien tenía su residencia en París, volvió al país y se entrevistó con el dictador José Félix Uriburu, antiguo amigo personal. Sin embargo, poco a poco, la posibilidad de que Alvear fuera apoyado por la dictadura como el próximo presidente se fue desvaneciendo.
La UCR entonces, y el propio Alvear, comenzó a adoptar una actitud más francamente opositora, y a reorganizarse bajo el liderazgo de Marcelo T. de Alvear, en la llamada «Junta del City» donde confluyeron yrigoyenistas y antipersonalistas. Por su parte los radicales antipersonalistas opuestos a reunirse con los yrigoyenistas formaron la «Junta del Castelar» con una posición más cercana a formar una alianza con los conservadores. 
Simultáneamente Yrigoyen auspiciaba esa orientación diciendo:

Hay que rodear a Marcelo.
Marcelo es radical, le falta apostolado pero es radical.

El 28 de septiembre de 1931 la Convención Nacional de la UCR proclamó la fórmula presidencial Marcelo T. de Alvear-Adolfo Güemes, que fue prohibida por el gobierno. Como respuesta el radicalismo declaró la abstención electoral.
Poco después todos los altos dirigentes de la UCR fueron detenidos y expulsados del país. El régimen militar prohibió que integraran listas electorales aquellos que hubieran sido funcionarios del gobierno radical y llamó a nuevas elecciones nacionales. El 27 de octubre de 1931 la Unión Cívica Radical declaró la abstención y publicó un documento redactado por Ricardo Rojas titulado El Comicio Cerrado que entre otras cosas dice:

El espíritu del radicalismo, que es el espíritu de Mayo y de la Constituyente, palpita no solo en la reforma electoral contra la oligarquía política, sino también en la reforma universitaria contra la oligarquía doctoral, y en la reforma obrera contra la oligarquía económica. Estas tres fuerzas reaccionarias, de filiación exótica o anacrónica, son las que se han unido contra la Unión Cívica Radical apoyándose en prejuicios virreinales y en ambiciones entorchadas.

Con el radicalismo impedido de concurrir a elecciones, triunfó sin mayores dificultades quien era el jefe del Ejército, el general Agustín P. Justo, apoyado en una Concordancia integrada por los conservadores reagrupados en el Partido Demócrata Nacional, la Unión Cívica Radical Antipersonalista y el Partido Socialista Independiente. 
De este modo terminó de formarse un sistema que ha sido considerado ilegítimo por parte de prácticamente todos los sectores de la sociedad argentina, que combinó represión policial con una parodia de sistema electoral que sus propios defensores denominaron "fraude patriótico" y que se extendería hasta el golpe militar de 1943. 
Este período fue bautizado por el periodista José Luis Torres con el término de "la Década Infame" y ha sido generalizadamente adoptado.

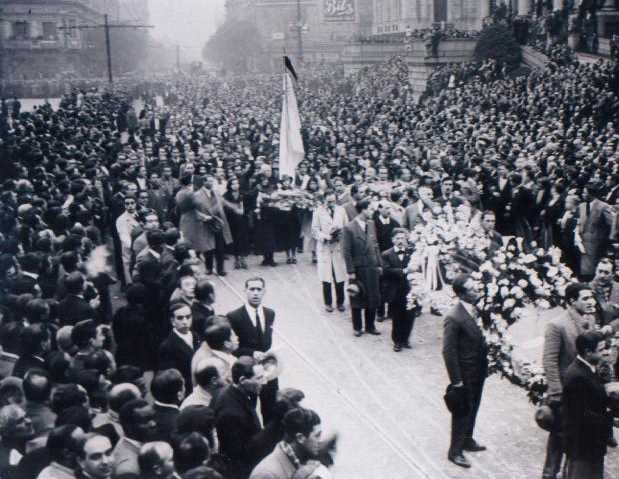
Funeral de Yrigoyen (06/07/1933): una de las más importantes manifestacions populares de la historia argentina.

Carlos Ibarguren, destacado intelectual que se desempeñó en altos cargos en el autonomismo antes del triunfo de Yrigoyen y colaboró activamente con el gobierno de Uriburu, explicaba de este modo la necesidad de recurrir al fraude sistemático:

...las mayorías argentinas, por su reciente incorporación al país, no se han consustanciado con la esencia de la nacionalidad, viven una minoría de edad, son arrastradas por los demagogos, no an alizan suficientemente los deberes inherentes a ese derecho que se les ha otorgado y necesitan de una tutela.

Manuel Fresco, por su parte, uno de los más importantes dirigentes conservadores de aquella época explicaba los fundamentos de aquel régimen sosteniendo que:

El fraude... impide el regreso de las masas entregadas a la demagogia y el poderío indiscriminado del número.

A su vez el fraude patriótico encubriría todo un sistema de corrupción, negociados y favores hacia los grandes grupos económicos. En cierto modo la Argentina había vuelto a la situación anterior a 1916, pero en un nuevo contexto socioeconómico de urbanización, expansión de la política fiscal, crecimiento del Estado, desarrollo industrial y expansión de la clase obrera, que se volvería más y más incompatible con un sistema característico de sociedades rurales.
Algunos pequeños grupos radicales intentaron resistir y protagonizaron actos insurrecionales, como las que encabezaron Toranzo y Pomar en 1931, los Kennedy y Atilio Cattáneo en 1932, y la sublevación de Paso de los Libres en 1933. Pero carecieron de suficiente de adhesión popular y de toda posibilidad de éxito. En esas condiciones la UCR recurrió a su histórica estrategia abstencionista, que mantendría hasta 1935.
El 3 de abril de 1933 murió Hipólito Yrigoyen. Una vez más sorprendiendo las expectativas oficiales, el pueblo de la ciudad de Buenos Aires realizó una de las manifestaciones masivas más extraordinarias de la historia argentina. Sin embargo fue un acto aislado. La UCR no estaba en condiciones de canalizar el sentir de la mayoría de la población, que quedaría marginada de la política. 
En aquellos años, el libro "El hombre que está solo y espera" escrito por Raúl Scalabrini Ortiz en 1931, expresaba cabalmente esa situación de orfandad del hombre común, llamado en el libro el "hombre de Corrientes y Esmeralda".

## Participación electoral (1935-1943)

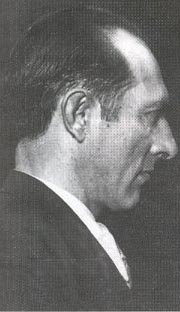
Sabattini ganó la gobernación de Córdoba en 1936.

Se ha criticado mucho la actitud de convalidación que la UCR mantuvo durante la Década Infame. Derrocado y preso Yrigoyen, los antipersonalistas, bajo la dirección de Marcelo T. de Alvear, tomaron control de partido. El historiador Miguel Ángel Scenna dice que "el radicalismo conducido por Alvear desechó la vía revolucionaria y aceptó casi con fatalismo ser furgón de cola de las minorías encaramadas por la fuerza en el gobierno". Hay que tener en cuenta que dos de los presidentes que gobernarán en esa década, Agustín P. Justo y Roberto M. Ortiz, habían sido ministros de Alvear. Parte del elenco dirigente de la Unión Cívica Radical en este período serán Tamborini, Noel, Cantilo, Honorio Pueyrredón, Torino y Mosca.
En 1935, la Unión Cívica Radical decidió levantar la abstención y participar en las elecciones. Fue sobre todo a partir de este momento que la Unión Cívica Radical quedó comprometida con el régimen impuesto durante la década infame. El historiador Antonio Cayro sostuvo que desde ese instante la UCR fue:

un partido que sirve, colabora y se complica con todos los recursos en el fraude patriótico, ese sistema definitorio de la llamada década infame.

En 1935 la UCR triunfó en Entre Ríos y en Tucumán llevando a Miguel Mario Campero como candidato a gobernador. Sin embargo, la situación del radicalismo en el norte del país, se tornó conflictiva ya que los radicales "concurrencistas" tucumanos desconocieron la autoridad del Comité Nacional presidido por Alvear, manteniéndose orgánicamente separados de la U.C.R. nacional, manteniendo su autonomía partidaria durante las gobernaciones de Campero entre 1935 y 1939; y la de Miguel Critto, entre 1939 y 1943. En 1936 la UCR obtuvo un importante triunfo en la provincia de Córdoba, resultando Amadeo Sabattini elegido gobernador. ese mismo año ganó también en las elecciones parlamentarias de la Capital Federal. No obstante esos triunfos, en las elecciones presidenciales de 1937 el candidato de la Concordancia, el radical antipersonalista Roberto M. Ortiz, venció a Marcelo T. de Alvear, candidato de la UCR, utilizando un fraude generalizado y público.
El cuestionamiento a la posición alvearista de convalidación implícita del fraude fue reiteradamente puesta en evidencia por los nuevos dirigentes jóvenes que reivindicaban el yrigoyenismo y adherían a una posición intransigente. Un ejemplo fue Ricardo Balbín, que elegido diputado provincial en 1940, renunció a su banca en protesta y rechazo del fraude.
Durante el liderazgo de Alvear la UCR mantuvo una postura internacional de cuestionamiento a los regímenes totalitarios de Italia, Alemania y la Unión Soviética, y participó activamente en apoyo a la República durante la guerra civil española, en un contexto político nacional atravesado por los conflictos bélicos e ideológicos mundiales. Por otra parte varios dirigentes radicales, fueron parte de los actos de corrupción que caracterizaron la Década Infame, en particular el negociado de la concesión del servicio eléctrico de Buenos Aires a la CHADE.

## FORJA

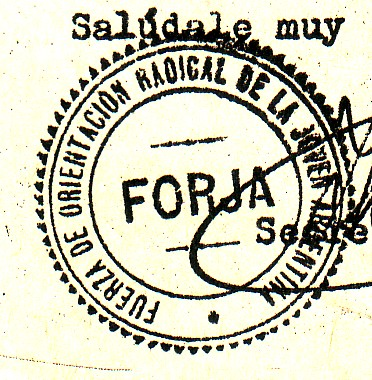
FORJA tuvo una gran influencia en la cultura política argentina.

El mismo año que la UCR decidió participar en el sistema electoral de la década infame, el 29 de junio de 1935, un grupo de jóvenes radicales yrigoyenistas fundaron FORJA (Fuerza de Orientación Radical de la Joven Argentina), una pequeña agrupación radical que funcionaría en el famoso sótano de Lavalle 1725 de la ciudad de Buenos Aires, y que tendría un extraordinario impacto cultural sobre todas las corrientes políticas argentinas en el futuro. Algunos de los integrantes de FORJA fueron: Gabriel del Mazo, Arturo Jauretche, Homero Manzi, Raúl Scalabrini Ortiz, Luis Dellepiane. Luego del llamado a las elecciones realizado en octubre de 1945 FORJA anunció que sus objetivos se habían satisfecho y se disolvió. Algunos de sus miembros hicieron campaña por la candidatura de Perón y otros -como, por ejemplo, Manzi.- por Tamborini.

## Primeros pasos del yrigoyenismo intransigente
Fuera del alvearismo, ampliamente dominante en la UCR, se movían inorgánicamente algunos dirigentes críticos del oficialismo. Este grupo tendía a referenciarse en Amadeo Sabattini, pero fue Moisés Lebensohn quién comenzó a desarrollar una ideología común partiendo de una reinterpretación crítica del yrigoyenismo. La historiadora Brauner Rodgers (1990) ha graficado el contenido ideológico de esta corriente denominándolo "nacionalismo yrigoyenista". Su novedoso programa político se apoyaba en dos puntos básicos: nacionalismo petrolero y reforma agraria. 
Mientras tanto algunos jóvenes radicales como Crisólogo Larralde intentaban, por primera vez, vincular a la UCR con el movimiento obrero como una totalidad e insertar la idea de justicia social en el corazón del programa radical. En el mismo sentido, en un hecho sin precedentes en la historia del radicalismo, el 1.º de mayo de 1936, Arturo Frondizi, con 28 años, habló en el gigantesco acto de la CGT, uno de los más grandes de la historia argentina. Otros jóvenes radicales renovadores se irían conglomerando lentamente, entre ellos Ricardo Balbín, Arturo Illia, Gabriel del Mazo (padre de la Reforma Universitaria y fundador de FORJA), Alejandro Gómez. Este último describía aquel momento de la UCR del siguiente modo:

...los jóvenes no encontrábamos el rumbo, en un partido que consentía el fraude, o colaboraba con él.

El 23 de marzo de 1942 murió Marcelo T. de Alvear. El grupo de radicales antipersonalistas que acompañaban a Alvear tomaron la conducción del partido y se llamaron a sí mismos "unionistas". Entre ellos estaban José P. Tamborini, Enrique Mosca, Eduardo Laurencena y Gabriel A. Oddone, asumiendo este último la presidencia del Comité Nacional.
Para mayo las ideas de "renovación" y "radicalización" del radicalismo, aún sin articulación clara, comenzaron a tomar cuerpo en el V Congreso de la Juventud Radical realizado en Chivilcoy. En un tímido cambio de tendencia, ese mismo año, la UCR comenzó a mantener algunas reuniones con los Partidos Socialista, Comunista y Demócrata Cristiano para conformar una fuerza democrática amplia y oponerse a los conservadores.
Pero habría que esperar al fracaso estrepitoso de la dirigencia radical en los sucesos de octubre de 1945 y las elecciones de 1946, para que la nueva ideología intransigente, que tomó cuerpo con la Declaración de Avellaneda de 1945, pudiera ser adoptada por la UCR en 1947. Aunque para entonces un nuevo factor sociopolítico había emergido en la Argentina: el peronismo.
Volver a Unión Cívica Radical